# Wilhelm von Woyna
Wilhelm Friedrich Ludwig von Woyna (1863. – 1950.) je bio njemački general i vojni zapovjednik. Tijekom Prvog svjetskog rata zapovijedao je s više divizija, te VII. korpusom na Istočnom i Zapadnom bojištu. 

## Vojna karijera
Wilhelm von Woyna rođen je 3. lipnja 1863. godine. Prije Prvog svjetskog rata zapovijedao je 60. topničkom pukovnijom smještenom u Schwerinu. U veljači 1914. postaje zapovjednikom 15. topničke brigade smještene u Strasbourgu koji se tada nalazio u sastavu Njemačkog Carstva na čijem čelu dočekuje i početak Prvog svjetskog rata.

## Prvi svjetski rat
Na početku Prvog svjetskog rata 15. topnička brigada nalazila se na Zapadnom bojištu u sastavu 4. armije kojom je zapovijedao vojvoda Albrecht. Zapovijedajući 15. topničkom brigadom Woyna sudjeluje u Bitci u Ardenima. Krajem kolovoza 1914. Woyna je premješten na Istočno bojište gdje postaje načelnikom stožera I. korpusa kojim je zapovijedao Hermann von Francois. Kao načelnik I. korpusa sudjeluje u velikoj njemačkoj pobjedi u Bitci kod Tannenberga kao i u Prvoj i Drugoj bitci na Mazurskim jezerima.
U rujnu 1915. Woyna preuzima zapovjedništvo nad 3. landverskom divizijom s kojom sudjeluje u ofenzivi Gorlice-Tarnow. Navedenom divizijom zapovijeda do lipnja 1916. kada postaje zapovjednikom 5. pričuvne divizije. Petom pričuvnom divizijom zapovijeda do prosinca 1915. kada preuzima zapovjedništvo nad 225. pješačkom divizijom. U siječnju 1918. Woyna je unaprijeđen u general poručnika. U srpnju te iste godine postaje zapovjednikom VII. korpusa kojim zapovijeda do kraja rata.

## Poslije rata
Nakon završetka rata Woyna od veljače 1919. zapovijeda 20. pješačkom divizijom smještenom u Hannoveru. Preminuo je u svibnju 1950. godine u 87. godini života.

## Vanjske poveznice
(eng.) Wilhelm von Woyna na stranici Prussianmachine.com

(njem.) Wilhelm von Woyna na stranici Deutschland14-18.de  Arhivirana inačica izvorne stranice od 2. travnja 2016. (Wayback Machine)